# Chioninia vaillantii
Chioninia vaillantii är en ödleart som beskrevs av  George Albert Boulenger 1887. Chioninia vaillantii ingår i släktet Chioninia och familjen skinkar. IUCN kategoriserar arten globalt som otillräckligt studerad. Inga underarter finns listade i Catalogue of Life.